# Škoda Roomster
De Škoda Roomster is een model personenauto van het Tsjechische merk Škoda die werd geproduceerd tussen 2006 en 2015. In het woord Roomster zijn de begrippen room (ruimte) en roadster (een type sportwagen) geassocieerd. Een vijfdeurs bestelwagenversie met twee zitplaatsen, de Škoda Praktik, werd in maart 2007 gelanceerd.

## Geschiedenis

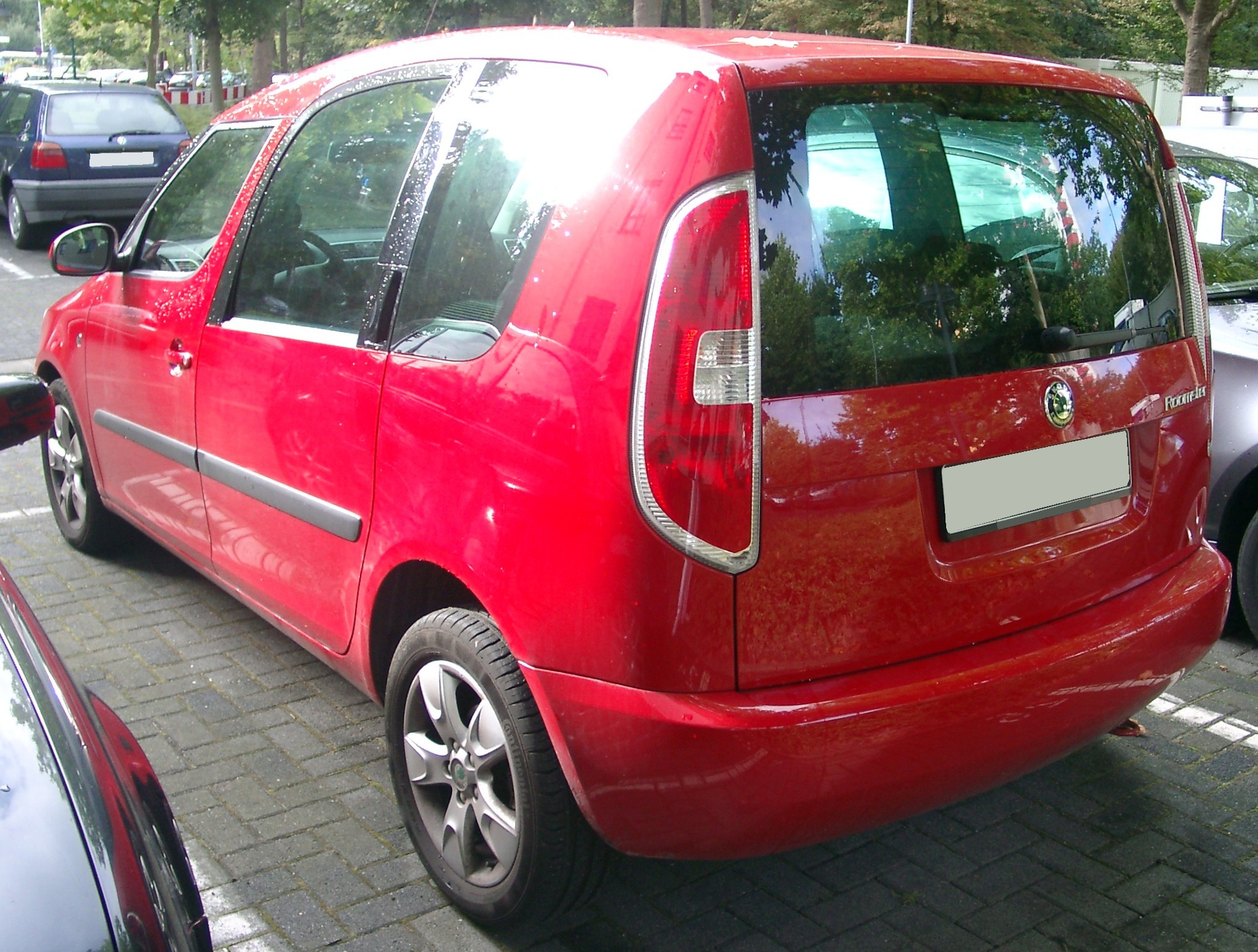
Škoda Roomster, achterzijde

De productieversie van de Roomster week sterk af van het asymmetrische shooting brake-achtige studiemodel uit 2003. Volgens de ontwerper stonden een vliegtuigcockpit (voorkant) en huiskamer (achterkant) model voor de compacte MPV, die deed denken aan ludospaces als de Peugeot Partner. Opvallend waren details als de extra laag doorlopende achterste zijruiten, achterportiergrepen in de C-stijlen, een hoge achterklep met een laag scharnierpunt en een groot optioneel panoramadak.
De Roomster was de eerste Škoda die sinds de overname van het merk door Volkswagen geheel nieuw ontworpen is, al werd gebruikgemaakt van componenten van de Škoda Fabia en de Škoda Octavia. De productie vond plaats in de Škodafabriek in Kvasiny.

### Carrosserie

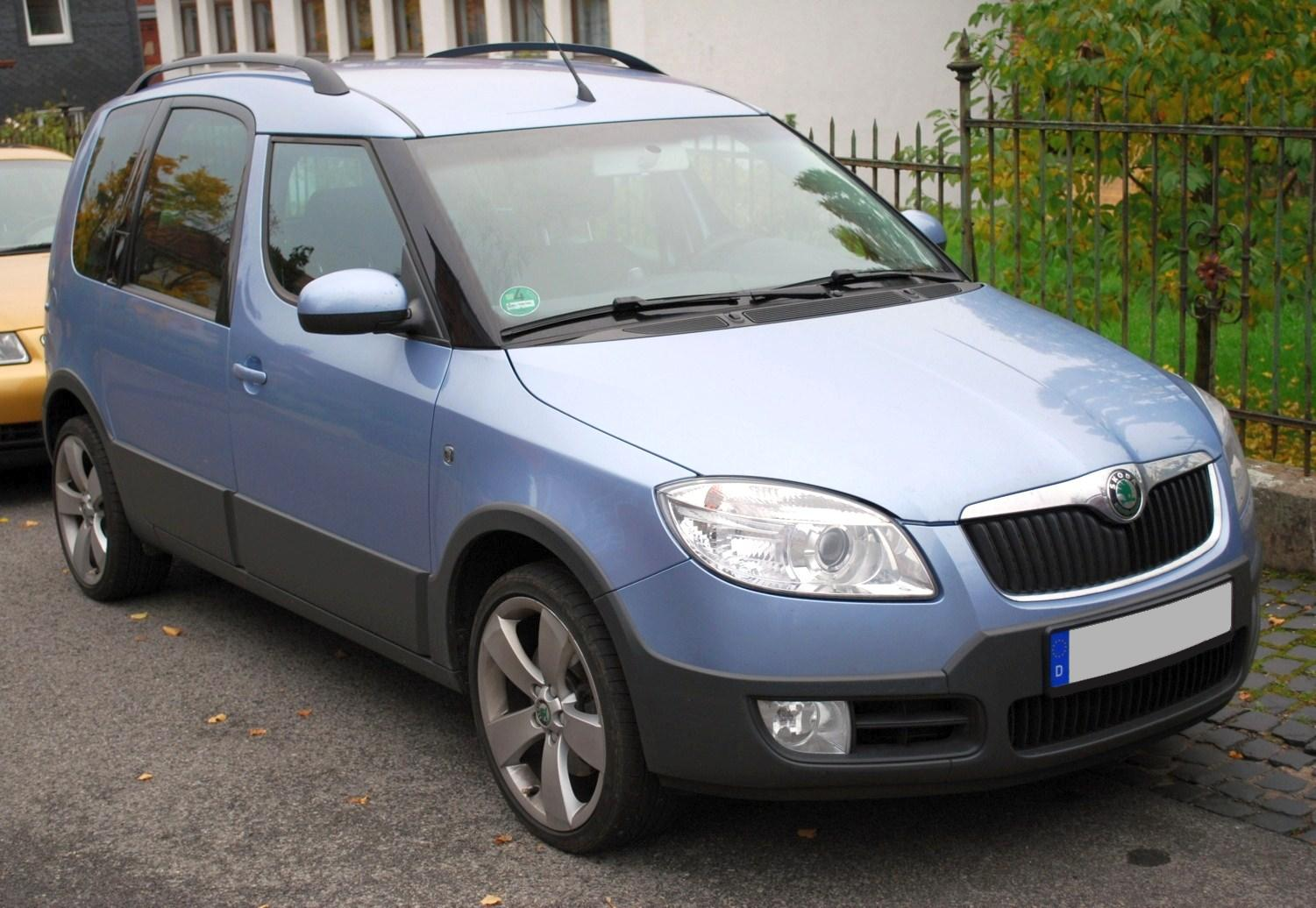
Škoda Roomster Scout (2007-2010)

Met 4,2 meter was de Roomster vrijwel even lang als de Fabia Combi maar de wielbasis van 2,6 meter overtrof die van de Octavia. In 2007 verscheen de Scout met kunststof aanbouwdelen. Een facelift in 2010 bracht onder meer een opgefrist front met een gewijzigde voorbumper.
Van de twee zitrijen in de Roomster heeft de achterste drie los uitneembare stoelen, waarvan de middelste relatief smal is (verhouding 40-20-40). Als deze wordt weggenomen, resteren achter twee riante zitplaatsen die 11 cm naar het midden kunnen verschuiven. De buitenste stoelen kunnen bovendien 15 cm in de lengte verschuiven. De "VarioFlex"-achterbank staat hoger dan de voorstoelen, zodat passagiers achterin een riant uitzicht hebben door de voorruit en de grote zijruiten.
Alle versies hebben vijf portieren. Door de relatief lange wielbasis van 262 cm is er voor de achterpassagiers veel meer ruimte dan in de Fabia II die tot de B-stijl gelijk is aan de Roomster. Doordat de stoelen uitneembaar zijn, is de gordelconstructie op de middelste stoel met twee gespen en een oprolautomaat die in de dakbekleding is verwerkt. De bagageruimte heeft een geheel vlakke vloer, ook wanneer de tweede zitrij is verwijderd.
De Roomster is in vier uitrustingsniveaus geleverd. De Active had wieldoppen, stoffen bekleding en elektrische ramen voor, de Ambition voegde daar mistlampen, een boordcomputer, cruise control, airconditioning en een radio aan toe. De Elegance had 15-inch lichtmetalen velgen, donkergetinte achterruiten, automatische airconditioning, een uitgebreidere "MaxiDot"-boordcomputer en een lederen stuurwiel en pookknop. Het Dynamic-pakket bracht sportstoelen en een sportstuur. Verder waren er verschillende scherp geprijsde en compleet uitgevoerde zakelijke versies en actiemodellen zoals de Go, Tour, Fresh en Drive. De uitrusting was relatief compleet, het afwerkingsniveau sober. Het dashboard en infotainmentaanbod kregen met de facelift van 2010 een update, de afwerking en bouwkwaliteit werden verbeterd.

### Motoren
De motoren zijn afgeleid van Volkswagentypes. Tussen 2006 en 2010 vonden we bij de benzineversies aan de basis een 1,2 liter driecilinder in-lijn van 47 kW, en daarboven 1,4 en 1,6 liter viercilinders van 63 kW, resp. 77 kW. De 1,6 liter was ook verkrijgbaar met een zestraps Tiptronic automaat.
De dieselversies waren twee driecilinder 1.4 TDI motoren, een van 51 kW en een van 59 kW. Daarboven was een viercilinder 1.9 TDI verkrijgbaar met 77 kW vermogen. Alle drie maakten gebruik van pompverstuivertechniek.
Met de facelift van 2010 werd het motorenpalet gemoderniseerd. De 1,2 liter driepitter basismotor met inmiddels 51 kW bleef, maar zowel de 1,4 als 1,6 liter werden vervangen door een 1,2 liter viercilinder TSI turbomotor met 63 of 77 kW. De 77kW versie was ook leverbaar met 7-traps DSG versnellingsbak versnellingsbak. De instapdiesel werd een 1,2 liter driecilinder TDI die met 55 kW precies tussen de twee oude 1,4 TDI's in viel terwijl de nieuwe 1,6 liter van 77 kW de oude 1,9 motor afloste. Deze motoren gebruiken Common Railtechniek.

## Škoda Praktik

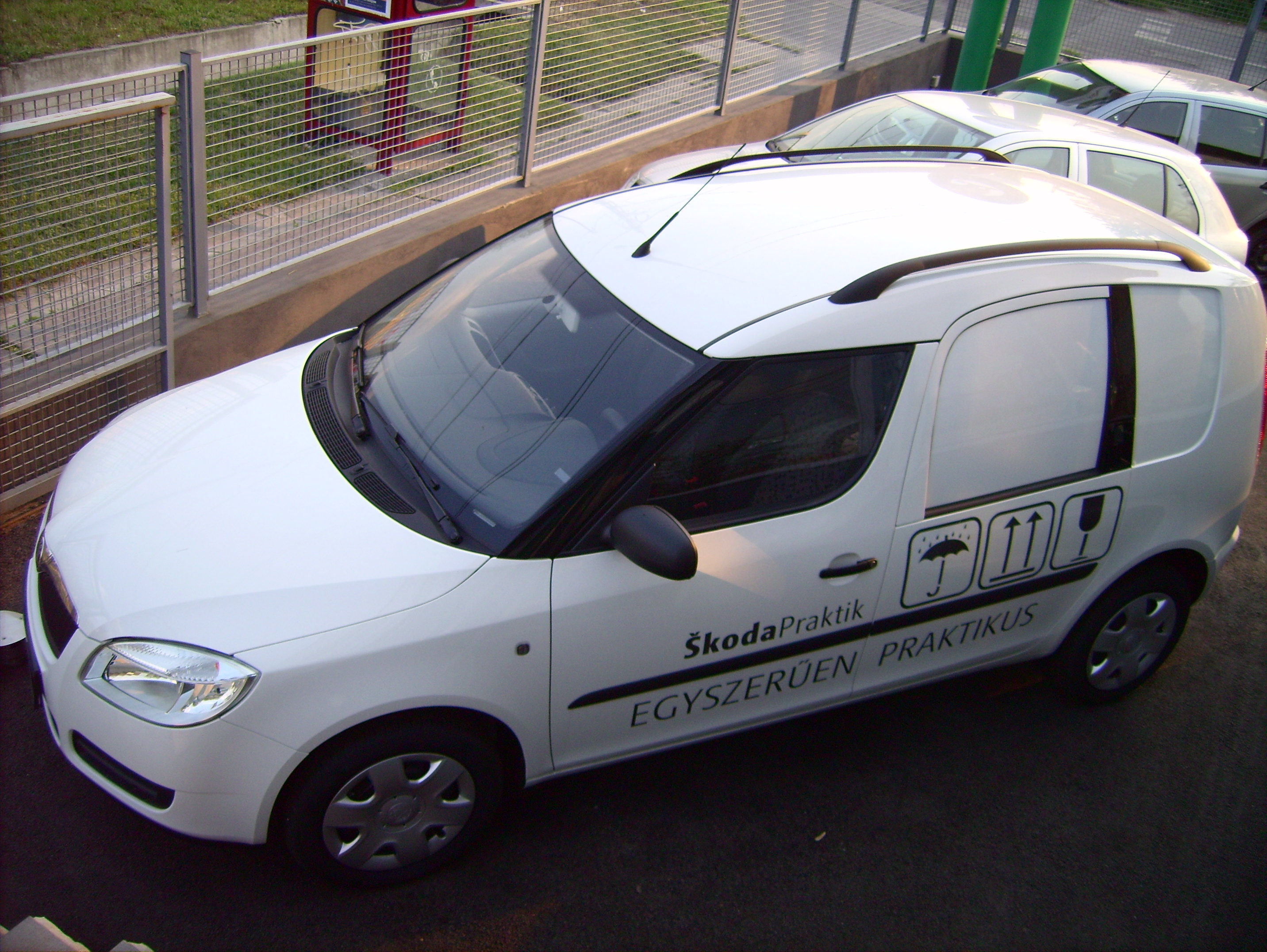
Een Škoda Praktik bij een Škodadealer in Boedapest

In maart 2007 werd een bestelauto op basis van de Roomster geïntroduceerd, de Škoda Praktik als opvolger van de Fabia Praktik-bestelauto.
De Praktik was uiterlijk identiek aan de personenautoversie, de achterste zijruiten zijn vervangen door gesloten panelen in carrosseriekleur en het achterste deel van het interieur had geen zitplaatsen. De laadruimte werd van het passagierscompartiment gescheiden door een scheidingswand en had sjorogen voor het vastzetten van de lading. Andere aanpassingen waren onder andere een aangepaste afstemming van het chassis en een iets hoger laadvermogen.
De Praktik was iets goedkoper geprijsd dan de personenautoversie van de Roomster en een maatje kleiner dan een Caddy. De Praktik werd in Nederland niet op de markt gebracht.